# Nagyfeketepatak
Nagyfeketepatak (románul: Valea Crișului, németül: Klein Bernau), település Romániában, a Partiumban, Bihar megyében.

## Fekvése
A Réz-hegység alatt, a Király-hágó déli részén, Csucsától nyugatra, a Sebes-Körös jobb partja közelében fekvő település.

## Története

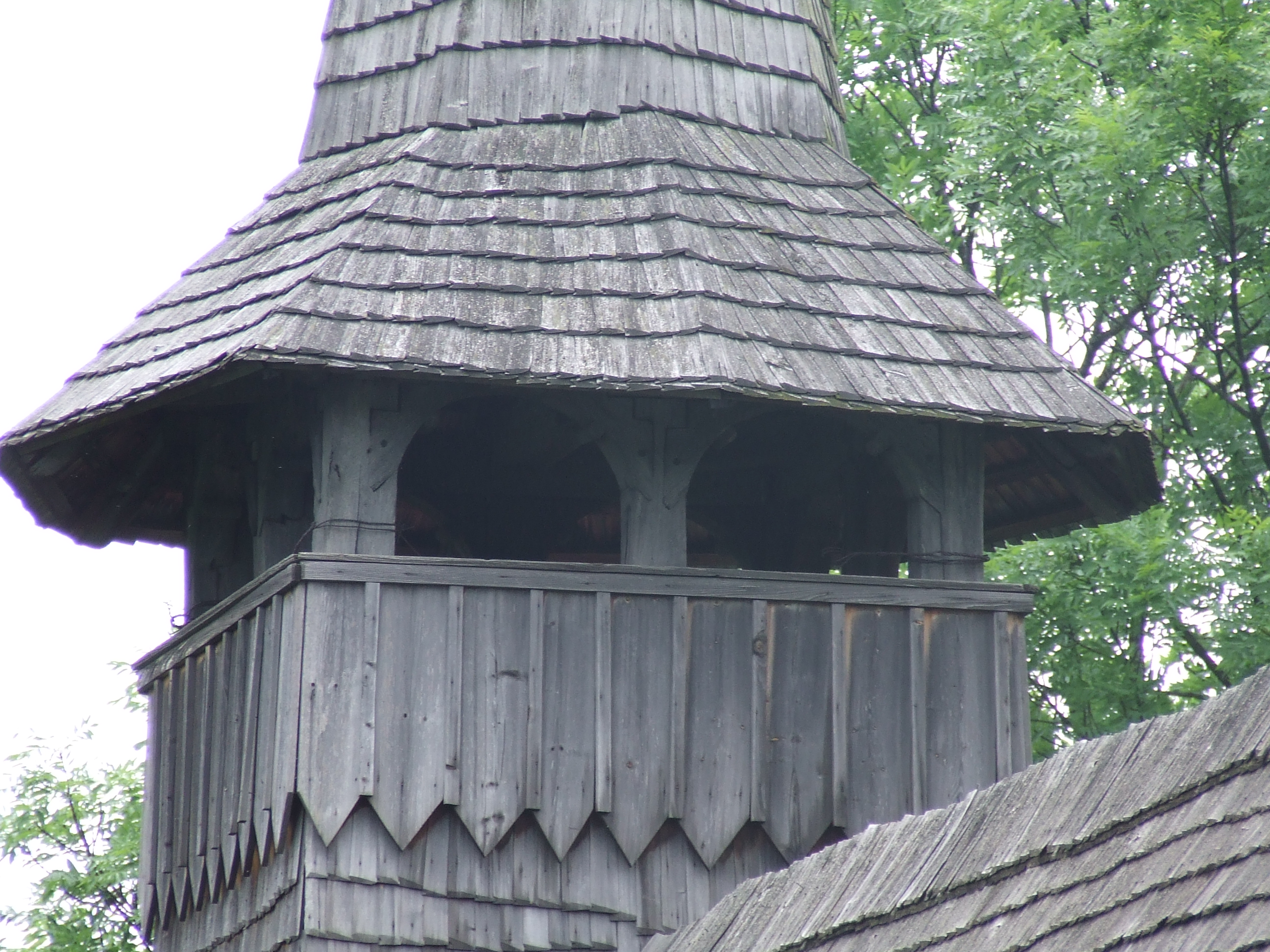

Nagyfeketepatak nevét 1392-ben említette először oklevél Nagypatak néven.
1406-ban p. walachalis Feketepathak, 1808-ban Feketepatak, Valeanyegra ~ Valenyegra, 1913-ban Nagyfeketepatak néven írták.
A 19. század elején gróf Batthyány József volt a földesura, a 20. század elején pedig gróf Bethlen Aladár volt itt a nagyobb birtokos.
1851-ben Fényes Elek írta a településről:
Bihar vármegyében, gr. Batthyányi József élesdi uradalmában, 280 óhitű lakossal, anyatemplommal, 23 4/8 urbéri telekel, kősziklás sovány határral.
Az 1878-ban végzett kutatások alkalmával a környék hegyeiben itt gazdag kőszéntelepekre bukkantak.
1910-ben 665 lakosából 16 magyar, 636 román volt. Ebből 639 görögkeleti ortodox, 15 izraelita volt.
A trianoni békeszerződés előtt Bihar vármegye élesdi járásához tartozott.

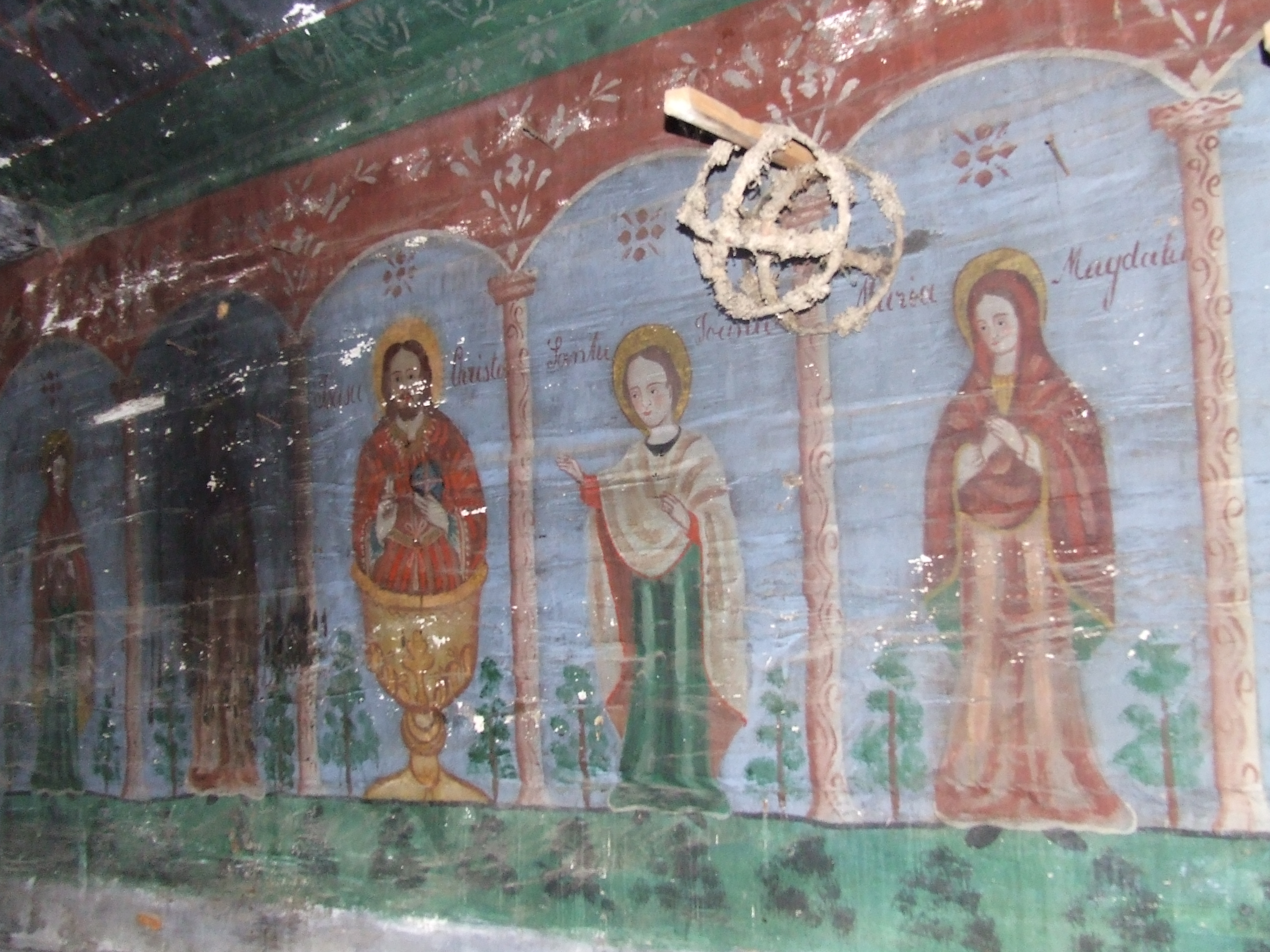
A fatemplom belső részlete

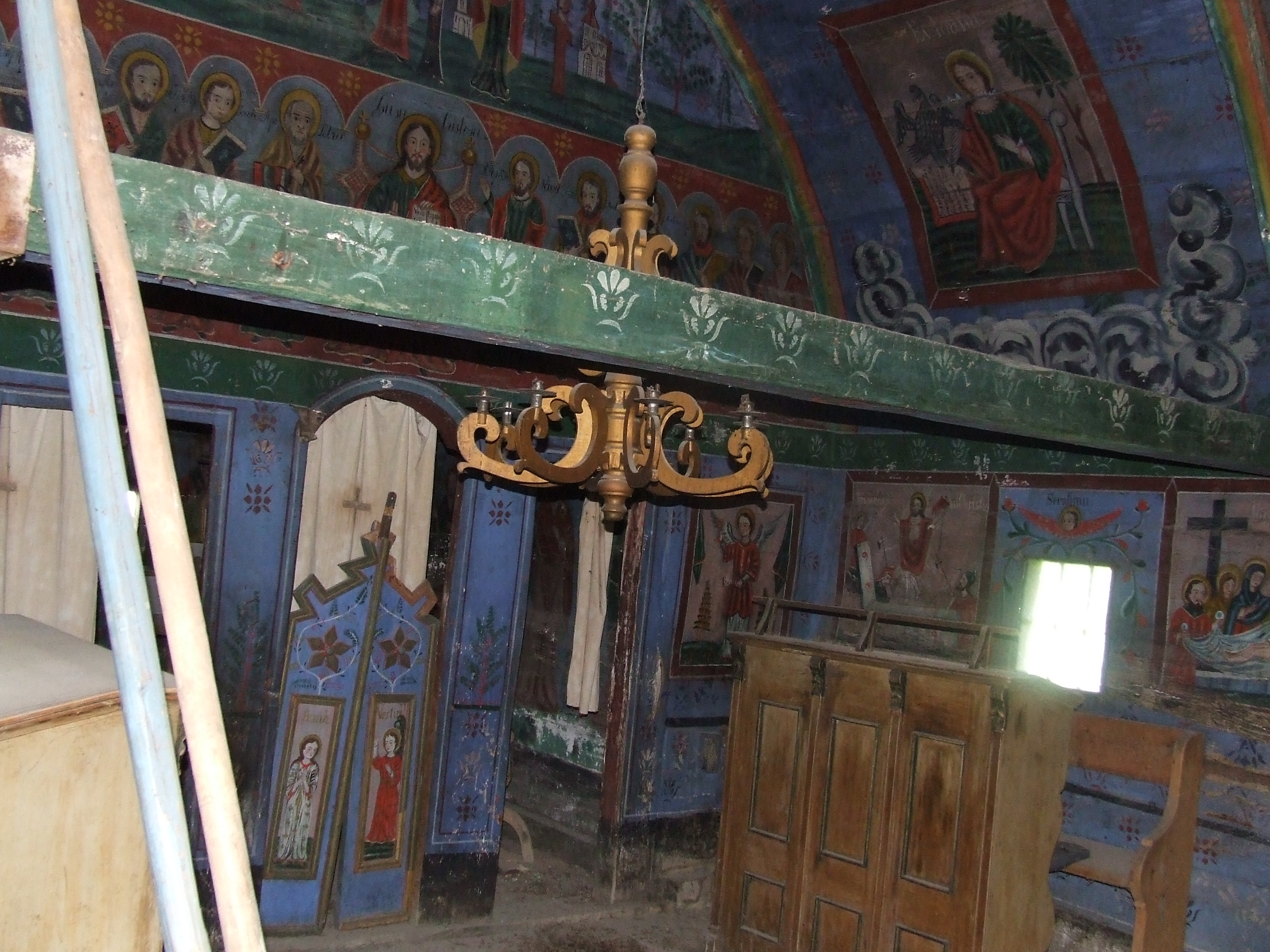

## Hivatkozások

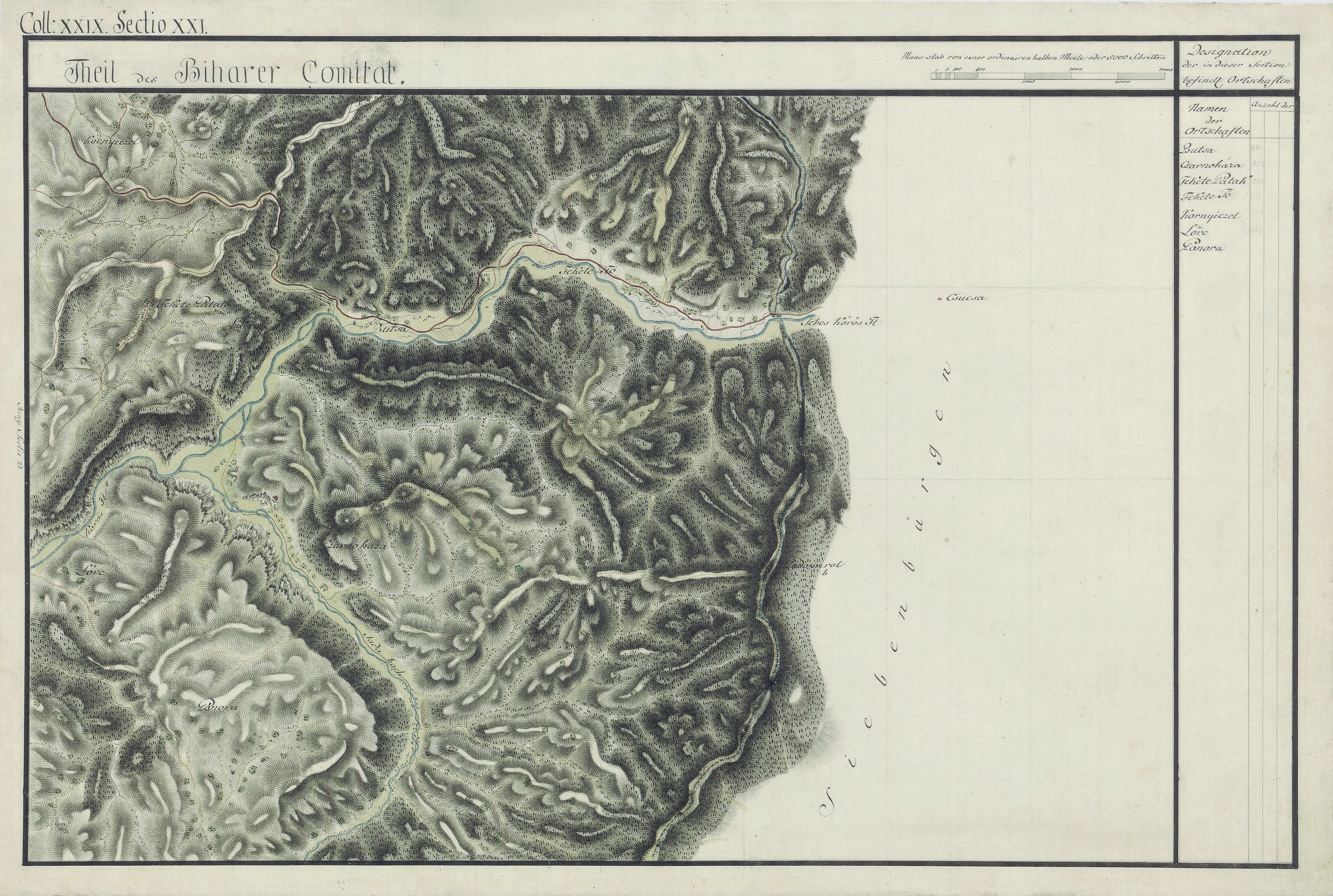
Nagyfeketepatak egy régi térképen